# Robert Atkins
Dr. Robert Coleman Atkins, född 17 oktober 1930 i Columbus, Ohio, USA, död 17 april, 2003 i New York, var en amerikansk läkare och kardiolog, mest känd för Atkinsdieten.

## Död
Den 8 april 2003, dagen efter en stor snöstorm i New York, halkade Atkins på en isig trottoar och ådrog sig en allvarlig skallskada - "blunt impact injury of head with epidural hematoma". Han tillbringade nio dagar i intensivvård men återfick aldrig medvetandet innan han dog av njursvikt den 17 april 2003, efter att ha genomgått en hjärnoperation och fått tillstötande komplikationer.
Enligt sjukjournalerna var han 182 cm lång (6 feet), vägde 117 kg (258 pounds) och hade hjärtsvikt samt högt blodtryck vid bortgången. Atkins hälsotillstånd vid hans död gav upphov till ökad kritik mot Atkinsmetoden. Det är dock omdiskuterat om det var hans diet som var orsaken till hans död. Kritiker till Atkinsmetoden menar bland annat att Atkinsmetoden ofta resulterar i en konsumtion av ohälsosamma mängder mättade fetter och kolesterol samt att dessa har varit bidragande faktorer till Atkins hälsotillstånd och slutligen hans död. Kritiken bemöts bland annat av att man menar att Atkins övervikt inte kan kopplas till Atkinsmetoden, då hans vikttillstånd berodde till stor del på ansamling av vätska i hans kropp under hans tid inne på intensivvården. Atkins blev 72 år.

## Epilog
Atkins arbete har inspirerat till ett helt nytt synsätt inom dietetik, och numer finns många företag med lågkolhydratdieter och lågkolhydratlivsmedel som affärsidéer. Efter Atkins död dalade Atkinsmetoden i popularitet och risker med metoden diskuterades. I augusti 2005 ansökte hans företag Atkins Nutritionals om konkurs. Företaget köptes av North Castle Partners under 2007 och lade tonvikten på lågkolhydrat-snacks. Under 2010 förvärvades bolaget av Roark Capital Group.

## Böcker
- The Essential Atkins for Life Kit: The Next Level Pan Macmillan, 2003. ISBN 0-330-43250-8
- Dr. Atkins' Diet Planner M. Evans and Company, 2003 | Vermilion, 2003. ISBN 0-09-189877-3
- Atkins for Life: The Next Level New York: St. Martin's Press, 2003. ISBN 1-4050-2110-1
- Dr. Atkins' New Diet Revolution New York: Avon Books, 2002. ISBN 0-06-001203-X. | Vermilion, 2003. ISBN 0-09-188948-0
- Dr. Atkins' New Diet Revolution M. Evans and Company, 2002.
- Dr. Atkins' Age-Defying Diet St. Martin's Press, 2001, 2002
- Dr. Atkins' Vita-Nutrient Solution: Nature's Answers to Drugs Simon and Schuster, 1997
- Dr. Atkins' Quick & Easy New Diet Cookbook Simon and Schuster, 1997
- Dr. Atkins' New Carbohydrate Gram Counter. New York: M. Evans and Company, 1996. ISBN 0-87131-815-6
- Atkins, Robert C., Gare, Fran Dr. Atkins' New Diet Cookbook M. Evans and Company, 1994 | Vermilion, 2003. ISBN 0-09-188946-4
- Dr. Atkins' New Diet Revolution M. Evans and Company, 1992
- Dr. Atkins' Health Revolution Houghton Mifflin, 1988
- Dr. Atkins' Nutrition Breakthrough Bantam, 1981
- Dr. Atkins' SuperEnergy Diet Cookbook Signet, 1978
- Dr. Atkins' SuperEnergy Diet Bantam, 1978
- Dr. Atkins' Diet Cookbook Bantam, 1974
- Dr. Atkins' Diet Revolution Bantam, 1972 - såld i över 10 miljoner exemplar världen över

## Biografier
- Rogak, Lisa (2005). Dr. Robert Atkins: the true story of the man behind the war on carbohydrates. Robson. sid. 230. ISBN 1-86105-887-X. http://books.google.co.uk/books?id=8D17uXmwieIC